# Huisepontweg

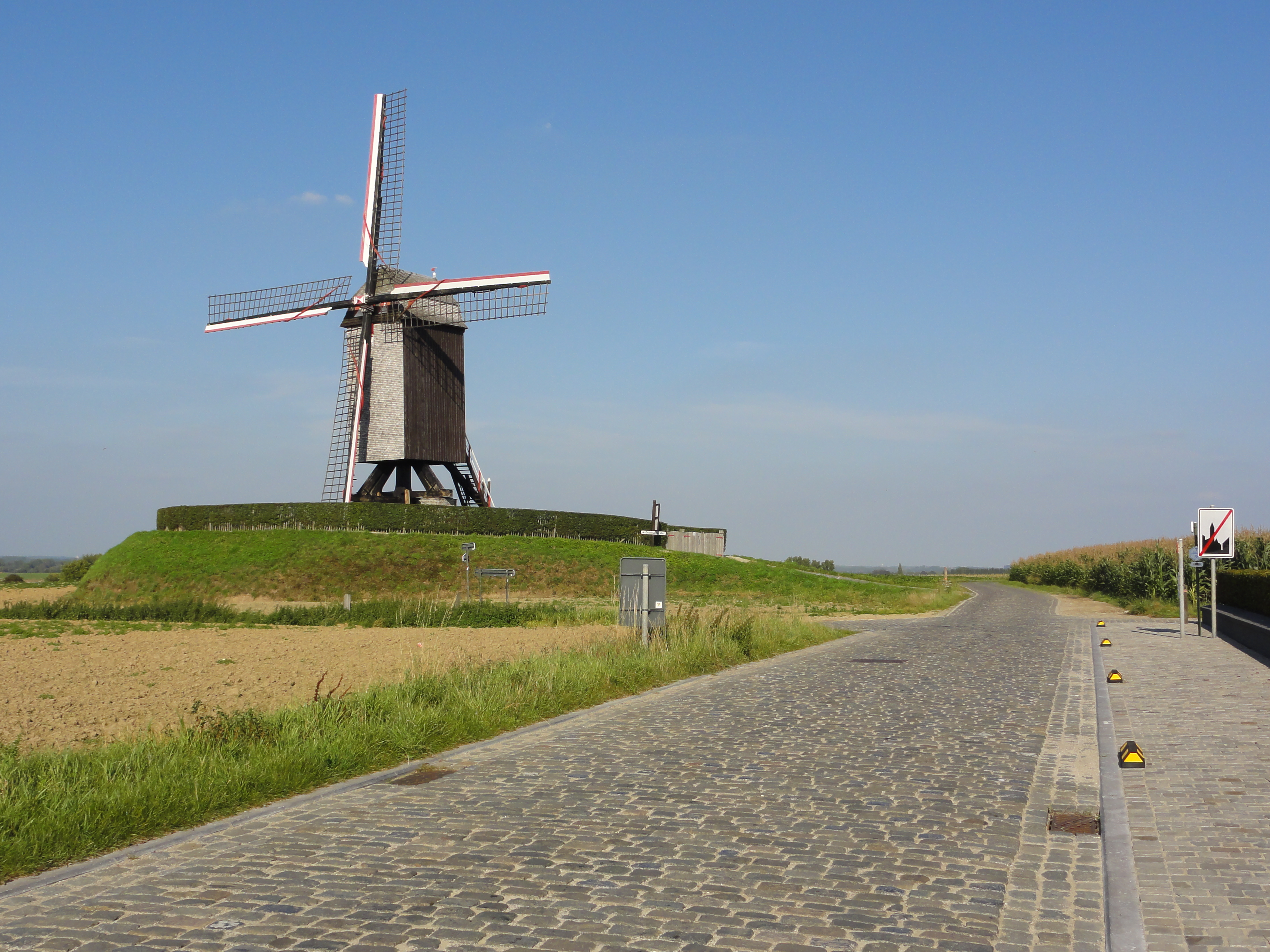
Schietsjampettermolen langs de Huisepontstraat

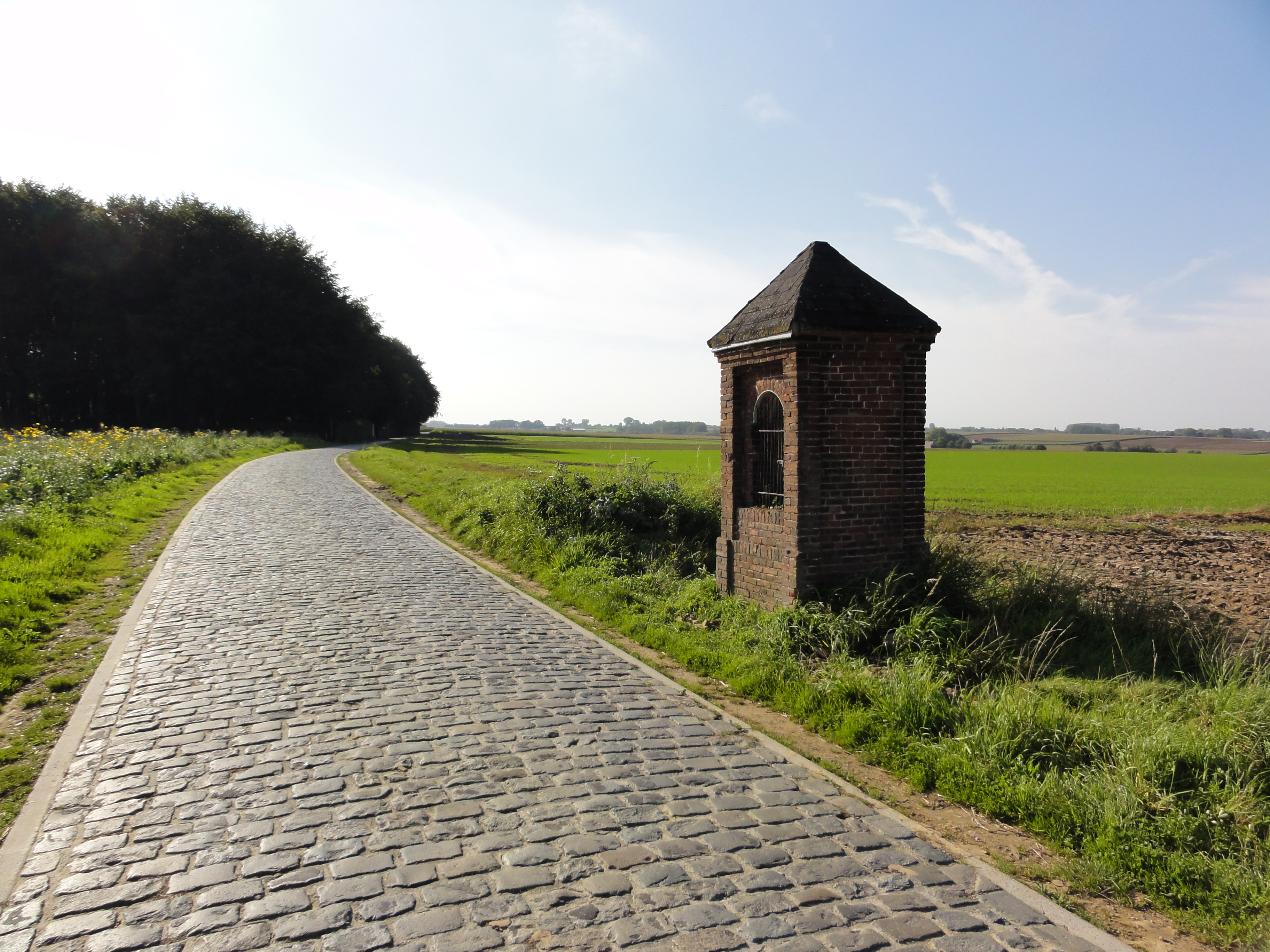
Huisepontweg en kapelletje

De Huisepontweg is een straat in Wannegem in de Belgische gemeente Kruisem. De kasseiweg klimt van het dorpscentrum van Wannegem op naar het oosten richting Huise. Op de grens met Huise gaat ze over in de Wannegemstraat.
Op de Ferrariskaart uit de jaren 1770 staat de weg al weergegeven met even buiten het dorp de windmolen van Wannegem. In 1783 werd aan de zuidkant van de straat een nieuw domein aangelegd waarin het Kasteel van Wannegem-Lede werd opgetrokken.
De kasseiweg werd in 1990 als landschap beschermd en in 1995 als monument.

## Wielrennen
In het wielrennen werd de straat meermaals opgenomen in het parcours van de Ronde van Vlaanderen als een kasseistrook van ongeveer anderhalve kilometer. Begin 21ste eeuw werd de straat even niet opgenomen omdat ze er te slecht bij lag. In 2008 werd de strook heraangelegd. De strook speelt ook een belangrijke rol in Nokere Koerse.
De kasseistrook is ook opgenomen in de gele lus van de recreatieve fietsroute Ronde van Vlaanderenroute.

## Bezienswaardigheden
Langs de noordkant van de straat staat de Schietsjampettermolen. Aan de zuidkant staat het Kasteel van Wannegem-Lede.